# Mémorial du génocide de Nyanza
Le mémorial du génocide de Nyanza commémore les victimes tutsi du Génocide de 1994 perpétré contre les Tutsi au Rwanda, à Nyanza, province du Sud (Rwanda).

## Emplacement

### Localisation
Le mémorial se trouve dans la ville de Nyanza, chef-lieu du district de Nyanza, dans la province du Sud du Rwanda.

### Contexte
| \| 150 km1:3 445 000 \| Kibuye Gisenyi Bisesero Ntarama Kigali Nyamata Murambi Rusiga |
| 150 km1:3 445 000                                                                     |

| Mémoriaux du génocide des Tutsis au Rwanda |
| (2018) Année d'inauguration                |

Le mémorial de Nyanza fait partie d’un vaste réseau de lieux de mémoire dédiés aux victimes du génocide des Tutsi. Les ressources en ligne du Genocide Archive Rwanda (GAR) documentent le site (notice, médias, recherche dédiée). 
La ville de Nyanza est par ailleurs connue pour le musée du Palais royal de Rukari et pour son rôle historique d’ancienne capitale monarchique, éléments qui structurent l’offre patrimoniale locale.

Communes du Rwanda en 1994

## Histoire
Le mémorial a été établi après 1994 pour honorer les victimes tutsi du district de Nyanza et offrir un lieu de recueillement, d’inhumation et d’apprentissage. Les archives en ligne du GAR rassemblent des documents et médias relatifs aux commémorations (Kwibuka) organisées chaque année à Nyanza.

## Particularités
Le site comprend des aménagements commémoratifs (esplanade de recueillement, stèles, signalétique) et accueille des activités pédagogiques ainsi que des cérémonies annuelles de Kwibuka.